# Ламе (Чад)
Ламе (фр. Lamé) — деревня и супрефектура в Чаде, расположенная на территории региона Западное Майо-Кеби. Входит в состав департамента Майо-Даллах.

## Географическое положение
Деревня находится в юго-западной части Чада, к северу от реки Майо-Сина (бассейн реки Бенуэ), на высоте 323 метров над уровнем моря.
Населённый пункт расположен на расстоянии приблизительно 318 километров к юго-юго-западу (SSW) от столицы страны Нджамены.

## Население
По данным официальной переписи 2009 года численность населения Ламе составляла 82 227 человек (39 428 мужчин и 42 799 женщин). Население супрефектуры по возрастному диапазону распределилось следующим образом: 51,9 % — жители младше 15 лет, 43,7 % — между 15 и 59 годами и 4,4 % — в возрасте 60 лет и старше.

## Транспорт
Ближайший аэропорт расположен в городе Пала.